# Piscine Roger-Salengro
La piscine Roger-Salengro est la piscine municipale de Bruay-la-Buissière dans le Pas-de-Calais.

## Histoire
Le 15 février 1935, la construction d'une école de natation avec piscine de plein air est envisagée. La dépense prévue est de 971.560,92F. En 1936, le Front populaire est au pouvoir, la gauche veut donner plus de loisirs à la population, c’est donc dans ce contexte que la piscine est construite. À l'époque, la piscine s'appelait  « école de natation », soulignant ainsi le souci pédagogique des maîtres d’ouvrage ; un bassin était même entièrement destiné au public scolaire et débutant. Néanmoins, la mention répétée des « attentes » de la population pose question, car il n’existait pas de club avant la création de la piscine : le club nautique bruaysien fut créé en 1936, l’année de l’inauguration, et le club nautique franco-polonais « Les Requins » vit le jour en 1937 ; ce dernier réclama rapidement l’accès privilégié à la piscine pour ses entraînements.
La piscine porte le nom de Roger Salengro, du nom du ministre de l'Intérieur de l'époque.
Elle se situe à proximité de la cité minière numéro 9. En 1935, on décida de la construire. La construction s'est déroulée durant l'été 1936 par l'architecte bruaysien Paul Hanote (1879-1953). Elle fut inaugurée le 1er août 1936, en plein Front populaire. Cette piscine a été construite car la population était en manque de loisirs. La construction est décidée par le maire, Henri Cadot, et le conseil municipal dans un souci de bien être des habitants qui travaillaient durement à la mine. Elle permet aux visiteurs de profiter des loisirs mais aussi de l'architecture.
Située au cœur des corons, le complexe est rapidement investi par les habitants, qui goûtent pour la première fois aux congés payés : en famille ou entre amis, les mineurs, dont très peu savent nager, viennent y faire trempette ou prendre un bain de soleil.
La piscine a été rénovée en 1997 afin de se conformer aux règles de sécurité en vigueur, la piscine de Bruay est ainsi encore aujourd’hui l'un des lieux emblématiques du patrimoine contemporain de l'Artois.

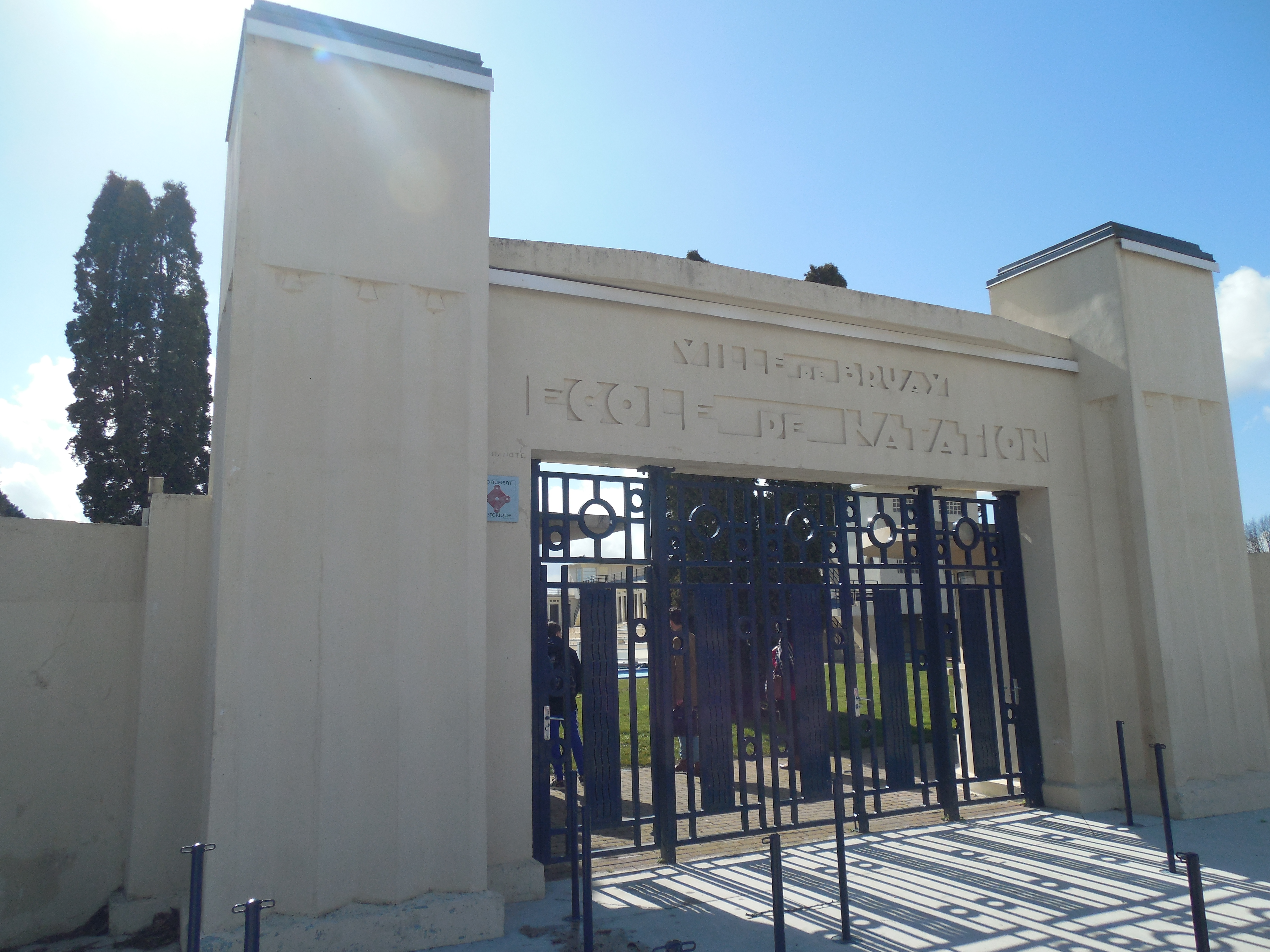
Entrée monumentale de la piscine avec grille en fer forgé bleue.

Son édification suit de peu celle de la ville de Roubaix, dans le même style.

## Architecture
Son architecture rappelle par son style paquebot les grands transatlantiques d'avant guerre, de 70 mètres de long et 50 mètres de large, elle comprend trois bassins en béton armé qui permettent d'accueillir 600 personnes, plusieurs plongeoirs (deux plates-formes respectivement de 3 et 5 mètres de haut), 246 cabines et quatre vestiaires. Les deux ailes sont surmontées d'une terrasse « solarium » et à l'angle de ces deux ailes, est installé un poste de secours surmonté d'un réservoir. C'est une piscine en plein air. L’architecte Paul Hanote se montre en effet, dans ce chantier, comme un tenant de l'art déco. Il y applique l'ensemble des principes fonctionnalistes mis alors en œuvre : monumentalisme, utilisation de matériaux modernes, attrait pour les surfaces planes, les lignes droites et la symétrie, etc. L'architecte conçoit l'édifice dans une approche fonctionnaliste et hygiéniste (la piscine est équipée de douches, de pédiluves et de cabines individuelles conformes aux règles hygiénistes de l'époque).

## Inauguration
Après sept mois de travaux ininterrompus, la piscine a été inaugurée le 1er août 1936 (été durant lequel les Français goûtent pour la première fois aux congés payés). La piscine s'appelle à ce moment-là : « L'école de natation ». Le stade Parc et la piscine s'inscrivent dans le courant des idées socialistes du Front populaire dont la piscine est le symbole.
Toujours en activité, elle est inscrite depuis 1997 au titre des monuments historiques.

## Notes et références

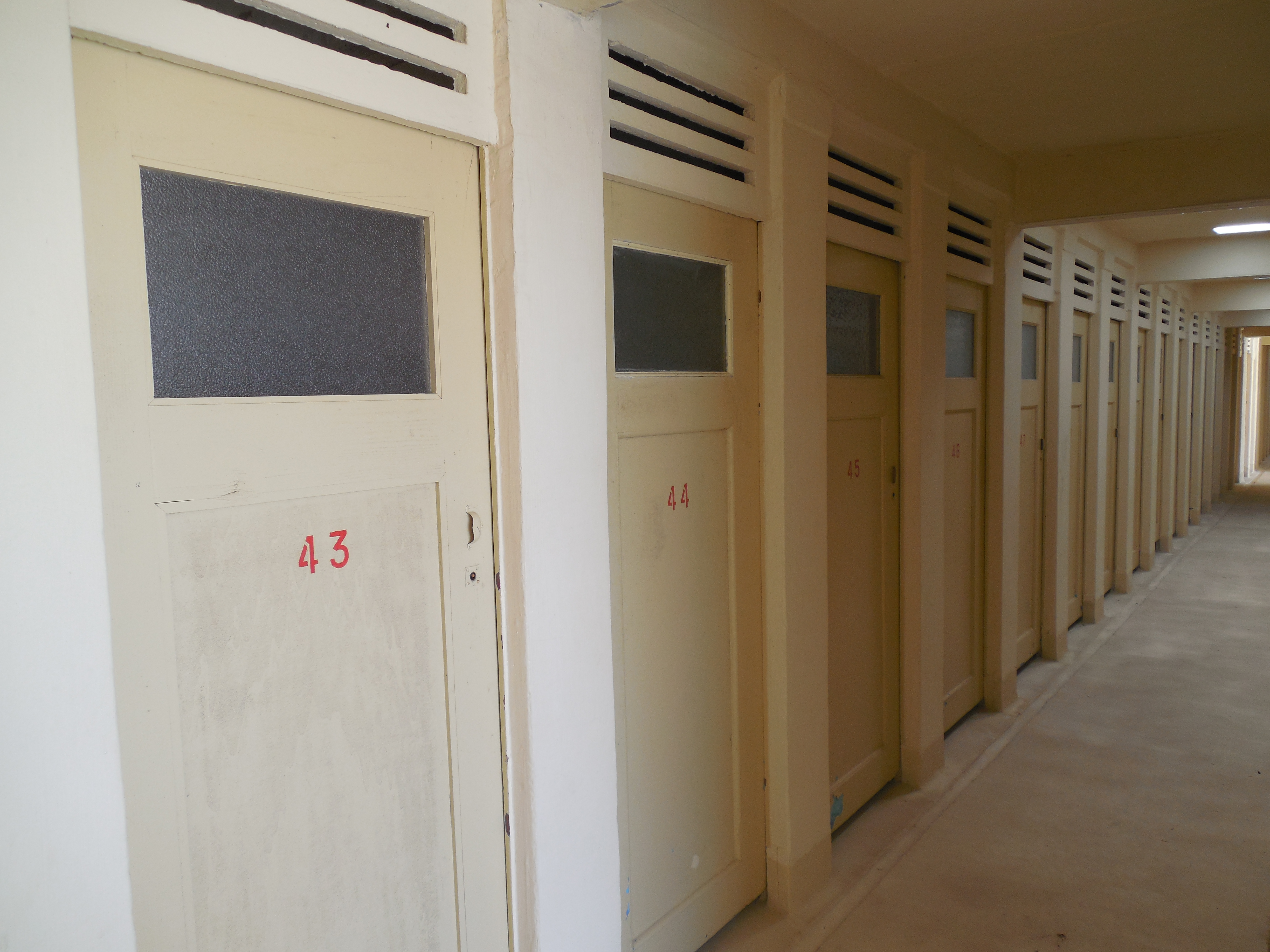
Cabines individuelles